# David di Donatello du meilleur directeur de la photographie
Le David di Donatello du meilleur directeur de la photographie (David di Donatello per il migliore autore della fotografia) est une récompense cinématographique italienne décernée chaque année, depuis 1981 par l'Association David di Donatello (Ente David di Donatello), rattachée à l'Académie du cinéma italien (Accademia del Cinema Italiano), laquelle décerne tous les autres Prix David di Donatello. Les David sont l'équivalent des César français et des Oscars américains.

## Palmarès
Note : L'année indiquée est celle de la cérémonie, récompensant les films sortis au cours de l'année précédente. Les lauréats sont indiquées en tête de chaque catégorie et en caractères gras.

### Années 1980
- 1981  : Pasqualino De Santis pour Trois Frères (Tre fratelli)
- 1982 : Tonino Delli Colli pour Conte de la folie ordinaire (Storie di ordinaria follia)
- 1983 : Franco Di Giacomo pour La Nuit de San Lorenzo (La notte di San Lorenzo)
- 1984 : Giuseppe Rotunno pour Et vogue le navire… (E la nave va)
- 1985 : Pasqualino De Santis pour Carmen
- 1986 : Giuseppe Lanci pour Camorra (Un complicato intrigo di donne, vicoli e delitti)
- 1987 : Tonino Delli Colli pour Le Nom de la rose (Il nome della rosa)
- 1988 : Vittorio Storaro pour Le Dernier Empereur (The Last Emperor)
- 1989 : Dante Spinotti pour La Légende du saint buveur (La Leggenda del santo bevitore)

### Années 1990
- 1990 : Giuseppe Rotunno pour Mio caro dottor Gräsler
- 1991 : Luciano Tovoli  pour Le Voyage du capitaine Fracasse (Il viaggio di Capitan Fracassa)
- 1992 : Danilo Desideri (it) pour Maledetto il giorno che t'ho incontrato
- 1993 (it) : Alessio Gelsini Torresi (it) pour La scorta
- 1994 (it) : ex æquo : Bruno Cascio (it) pour Padre e figlio et Il segreto del bosco vecchio pour Dante Spinotti
- 1995 (it) : Luca Bigazzi pour Lamerica
- 1996 (it) : Alfio Contini pour Par-delà les nuages (Al di là delle nuvole)
- 1997 (it) : Tonino Delli Colli pour La Vie silencieuse de Marianna Ucria (Marianna Ucrìa)
- 1998 (it) : Tonino Delli Colli pour La vie est belle (La vita è bella)
- 1999 (it) : Lajos Koltai pour La Légende du pianiste sur l'océan (La Leggenda del pianista sull'oceano)

### Années 2000
- 2000 (it) : ex æquo : Luca Bigazzi pour Pain, Tulipes et Comédie (Pane e tulipani) et Fabio Cianchetti pour Canone inverso - Making Love
- 2001 (it) : Lajos Koltai pour Malèna
- 2002 (it) : Fabio Olmi (it) pour Le Métier des armes (Il mestiere delle armi)
- 2003 (it) : Daniele Nannuzzi (it) pour El Alamein (El Alamein - La linea del fuoco)
- 2004 (it) : Italo Petriccione (it) pour L'Été où j'ai grandi (Io non ho paura)
- 2005 (it) : Luca Bigazzi pour Les Conséquences de l'amour (Le Conseguenze dell'Amore)
- 2006 (it) : Luca Bigazzi pour Romanzo criminale
- 2007 (it) : Fabio Zamarion (it) pour L'Inconnue (La sconosciuta)
- 2008 (it) : Ramiro Civita (en) pour La Fille du lac (La Ragazza del lago)
- 2009 (it) : Luca Bigazzi pour Il divo

### Années 2010
- 2010 (it) : Daniele Ciprì pour Vincere
- 2011 (it) : Renato Berta pour Frères d'Italie (Noi credevamo)
- 2012 (it) : Luca Bigazzi pour This Must Be the Place
- 2013 (it) : Marco Onorato (it) pour Reality
- 2014 : Luca Bigazzi pour La grande bellezza
- 2015 : Vladan Radovic pour Les Âmes noires (Anime nere)
- 2016 : Peter Suschitzky pour Tale of Tales
- 2017 : Michele D'Attanasio (it) pour Veloce come il vento
- 2018 : Gian Filippo Corticelli (it) pour Napoli velata
- 2019 : Nicolaj Brüel (it) pour Dogman

### Années 2020
- 2020 : Daniele Ciprì pour Il primo re
- 2021 : Matteo Cocco pour Je voulais me cacher (Volevo Nascondermi)
- 2022 : Michele D'Attanasio pour Freaks Out
- 2023 : Ruben Impens pour Les Huit Montagnes (Le otto montagne)
- 2024 : Paolo Carnera pour Moi, capitaine (Io capitano)